# Festival Mundial da Canção Popular
O Festival Mundial da Canção Popular (世界歌謡祭, Sekai Kayōsai), também conhecido como Festival Yamaha da Canção e informalmente como "Eurovisão Oriental", foi um concurso internacional de música realizado entre 1970 e 1989, e organizado pela Fundação Yamaha de Música entre 1970 e 1989 em Tóquio, no Japão. A primeira edição ocorreu entre 20, 21 e 22 de novembro de 1970 com a participação de trinta e sete países de todos os continentes. O concerto foi cancelado em 1988, devido à enfermidade do Imperador Shōwa, e em 1989 o concerto foi realizado de forma beneficente pelo Fundo das Nações Unidas para a Infância, após ter sido formalmente encerrado.

## Prémios
- Grand Prémio International
- Grand Prémio Nacional 1975-1982
- Prémio do Desempenho mais Destacado (MOPA)
- Prémio de Melhor Desempenho (OPA)
- Prémio de Melhor Canção (OSA)
- Prémio Kawakami

## Vencedores do Grande Prémio
| Ano  | País           | Artista                                                 | Título                             |
| ---- | -------------- | ------------------------------------------------------- | ---------------------------------- |
| 1970 | Israel         | Hedva & David                                           | "Ani Holem Al Naomi"               |
| 1971 | França         | Martine Clémenceau                                      | "Un Jour l'Amour"                  |
|      | Japão          | Tsunehiko Kamijō & Rokumonsen                           | "Tabidachi No Uta"                 |
| 1972 | Reino Unido    | Capricorn                                               | "Feeling"                          |
|      | Jamaica        | Ernie Smith                                             | "Life is Just for Livin'"          |
| 1973 | Itália         | Gilda Giuliani                                          | "Parigi a Volte Cosa Fa"           |
|      | Estados Unidos | Shawn Phillips                                          | "All the Kings and Castles"        |
|      | Reino Unido    | Keeley Ford                                             | "Head over Heels"                  |
|      | Japão          | Akiko Kosaka                                            | "Anata"                            |
| 1974 | Noruega        | Ellen Nikolaysen                                        | "You Made Me Feel I Could Fly"     |
| 1975 | México         | Mister Loco                                             | "Lucky Man"                        |
|      | Japão          | Miyuki Nakajima                                         | "Jidai"                            |
| 1976 | Itália         | Franco & Regina                                         | "Amore Mio"                        |
|      | Japão          | Sandy                                                   | "Goodbye Morning"                  |
| 1977 | Estados Unidos | Rags                                                    | "Can't Hide My Love"               |
|      | Itália         | Mia Martini                                             | "Ritratto Di Donna"                |
|      | Japão          | Masanori Sera and Twist                                 | "Anta no Ballade"                  |
| 1978 | Reino Unido    | Tina Charles                                            | "Love Rocks"                       |
|      | Japão          | Hiroshi Madoka                                          | "Musoubana"                        |
| 1979 | Reino Unido    | Bonnie Tyler                                            | "Sitting on the Edge of the Ocean" |
|      | Japão          | Crystal King                                            | "Daitokai"                         |
| 1980 | Estados Unidos | Mary MacGregor                                          | "What's The Use"                   |
| 1981 | Cuba           | Osvaldo Rodríguez                                       | "Digamos Que Mas Da"               |
| 1982 | Estados Unidos | Anne Bertucci                                           | "Where Did We Go Wrong"            |
|      | Japão          | Asuka                                                   | "Hananusubito"                     |
| 1983 | Hungria        | Neoton Família                                          | "Time Goes By"                     |
| 1984 | Canadá         | France Joli                                             | "Party Lights"                     |
| 1985 | Argentina      | Valeria Lynch                                           | "Rompecabezas"                     |
| 1986 | Estados Unidos | Stacy Lattisaw                                          | "Longshot"                         |
| 1987 | Austrália      | Pseudo Echo                                             | "Take on the World"                |
| 1988 |                | (o concurso foi cancelado)                              |                                    |
| 1989 |                | (o festival foi realizado como um concerto de caridade) |                                    |